# Takahiro Matsumoto
Pour les articles homonymes, voir Matsumoto.
Takahiro Matsumoto (né le 19 septembre 1994) est un athlète japonais, spécialiste du 400 mètres haies. 

## Biographie
Aux championnats du monde juniors de 2012, Takahiro Matsumoto remporte la médaille d'argent sur 400 mètres haies derrière l'Américain Eric Futch.
Le 22 mai 2016, il porte son record personnel à 50 s 09 à Yokohama.

### Palmarès
| Date | Compétition                    | Lieu      | Résultat | Performance |
| ---- | ------------------------------ | --------- | -------- | ----------- |
| 2011 | Championnats du monde jeunesse | Lille     | 3e       | 51 s 26     |
| 2012 | Championnats du monde juniors  | Barcelone | 2e       | 50 s 41     |

### Records
| Épreuve          | Performance | Lieu      | Date            |
| ---------------- | ----------- | --------- | --------------- |
| 400 mètres haies | 50 s 41     | Barcelone | 13 juillet 2012 |